# Lithoklast
Ein Lithoklast (griechisch klastós, zerbrechen; klãn, brechen) oder mehrere Lithoklasten sind Bruchstücke von bereits verfestigtem Gestein, die durch verschiedene Prozesse wiederaufgearbeitet wurden. Man unterscheidet zwischen Intraklasten und Extraklasten. Gesteine, die Lithoklasten enthalten, werden allgemein als Lithoklastkalke bezeichnet. Ein Lithoklast ist zudem ein nicht oder kaum gerundetes Gesteinsbruchstück.
Außerdem gibt es auch noch andere Bezeichnungen für Lithoklasten in der Petrographie, z. B. die plutonitische Lithoklasten (PL), vulkanische Lithoklasten (Lv), sedimentäre Lithoklasten (Ls), leicht metamorphe Lithoklasten (Llm) und stark metamorphe Lithoklasten (Lhm).

## Intraklasten
Intraklasten sind Resedimente, die innerhalb des Ablagerungsraums durch Strömung, Brandung oder Organismentätigkeit aufgearbeitet und umgelagert werden. Intraklasten stammen aus demselben Ablagerungsraum und entstehen durch zahlreiche Faktoren, wie z. B. Wellen und Sturmfluten (Tempestite). Weitere Einflussfaktoren sind die Organismentätigkeit im Sediment (Pseudo-Intraklasten) und auf dessen Oberfläche (Plastiklasten), die frühdiagenetische Volumenveränderungen (Autoklasten, Proto-Intraklasten), entstanden durch submarine Sedimententwässerungen oder Auslaugungen evaporitischer Zwischenschichten, die Austrocknung von Schlammablagerungen (Schlammscherben) und lokaler Gleitungen eines gering verfestigten Sediments.

## Extraklasten
Extraklasten hingegen werden von außerhalb in den Ablagerungsraum eingebracht. Sie unterscheiden sich durch abgeschnittene Komponenten an den Rändern und eine andere diagenetische Geschichte als das umgebende Sedimentgestein. Ein besonderes Beispiel für Extraklasten sind die sogenannten Black Pebbles. Diese auffällig schwarz gefärbten Extraklasten enthalten organische Substanzen, die poröse Carbonate infiltriert haben, wie sie beispielsweise in Mangrovengebieten vorkommen. Durch Umlagerung gelangen diese Gerölle in angrenzende marine Bereiche oder in Süßwassertümpel.